# Ипсилотера
„Ипсилотера“ („Най-високия“; на гръцки: Μονή Υψηλοτέρας) или „Калиграфон“ („На калиграфите“; на гръцки: Μονή Καλλιγράφων) е бивш православен манастир на Метеора, Гърция. Днес от него са останали руини.